# Ельский, Кароль
Ка́роль Е́льский (пол. Karol Jelski, лит. Karolis Jelskis) — польский художник и скульптор, работавший в конце XVIII — XIX веков в Литве; представитель классицизма; отец художника, скульптора, архитектора Казимира Ельского.

## Биография

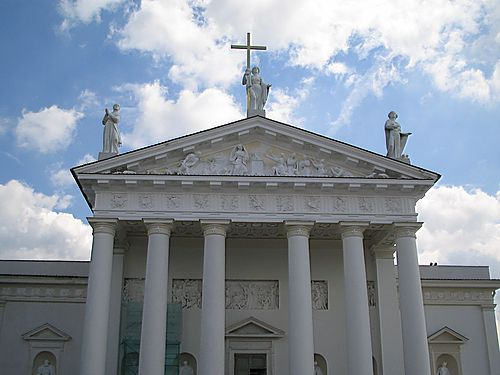
Статуи над фронтоном кафедрального собора

Автор известных статуй святого Казимира (с южной стороны), святой Елены (в центре) и святого Станислава (с северной стороны), установленных на крыше над фронтоном кафедрального собора в Вильне в 1786—1792 годах . В 1950 году скульптуры были сняты, в 1997 году восстановлены (скульптор Станисловас Кузма).